# Tom McCarthy
Tom McCarthy, właśc. Thomas Joseph McCarthy (ur. 7 czerwca 1966) – amerykański aktor, reżyser i scenarzysta filmowy. Laureat Oscara za najlepszy scenariusz oryginalny do wyreżyserowanego przez siebie filmu Spotlight (2015).

## Życiorys
Karierę aktorską rozpoczął w 1992 występem w filmie Po drugiej stronie. Pojawiał się (głównie w rolach drugoplanowych) w takich przebojach jak Poznaj mojego tatę, Syriana i Good Night and Good Luck. Przez dwa lata występował w serialu Boston Public. W 2009 wystąpił w filmie 2012 jako Gordon Silberman.
W 2003 wyreżyserował oparty na własnym scenariuszu film Dróżnik. Debiutanckie dzieło zdobyło wielkie uznanie krytyków na całym świecie, czego efektem były m.in. statuetki BAFTA oraz Independent Spirit Awards za najlepszy scenariusz oryginalny. Film zdobył również wyróżnienia na festiwalach filmowych w San Sebastián oraz Sundance Film Festival. 
Kolejnym sukcesem McCarthy'ego był film Spotkanie (2007) z wielokrotnie nagradzanym Richardem Jenkinsem w roli głównej. W 2015 McCarthy nakręcił dramat Spotlight, opowiadający o śledztwie dziennikarskim dotyczącym skandali pedofilskich w Bostonie. Film cieszył się dużym uznaniem, zdobywając Oscary za najlepszy film i najlepszy scenariusz oryginalny.